# جولیان جرولد
جولیان جرولد (انگلیسی: Julian Jarrold؛ زادهٔ ۱۵ مهٔ ۱۹۶۰) کارگردان، تهیه‌کننده فیلم اهل انگلستان است.
وی کارگردان فیلم‌هایی همچون برادویج بازمیگرد ، چکمه‌های غیرعادی و جین شدن بوده‌است.